# Општина Хаварна (Ботошани)
Хаварна (рум. Havârna) општина је у Румунији у округу Ботошани.
Oпштина се налази на надморској висини од 100 m.